# Pevník chlupatý
Pevník chlupatý (Stereum hirsutum) je houba rozkládající mrtvou dřevní hmotu a napadající živé dřeviny. Podílí se na vážném poškození révy vinné jinými houbovými patogeny. Je zařazena do řádu holubinkotvaré Russulales čeledě pevníkovité Stereaceae. Starší plodnice jsou hostitelem houby Tremella aurantia a Tremella steidleri (biolib cz uvádí parazitismus houbou rážovka lesknavá Sphaerostilbella aureonitens). V chemické reakci s KOH červený (nejdříve červený, později černá) na povrchu. Pevník chlupatý je uváděn jako parazit některých druhů hub. 

## EPPO kód
STERHI

## Synonyma patogena

### Vědecké názvy
Podle biolib.cz je pro patogena s označením Stereum hirsutum používáno více rozdílných názvů, například Auricularia aurantiaca nebo Thelephora reflexa.
Dle Index Fungorum jsou uváděna následující synonyma:
- Auricularia aurantiaca Schumach., Enum. pl. (Kjbenhavn) 2: 398 (1803)
- Auricularia reflexa Bull., Herb. Fr. 6: tab. 274 (1786)
- Auricularia reflexa var. amethystea Bull., Hist. Champ. Fr. (Paris) 1: 282, tab. 483:1A-F (1791)
- Auricularia reflexa var. cinerea Bull., Hist. Champ. Fr. (Paris) 1: 282, tab. 483:4 (1791)
- Auricularia reflexa var. fuliginea Bull., Hist. Champ. Fr. (Paris) 1: 282, tab. 483:3 (1791)
- Auricularia reflexa var. fusca Bull., Hist. Champ. Fr. (Paris) 1: 282, tab. 483:2 (1791)
- Auricularia reflexa var. lutea Bull., Hist. Champ. Fr. (Paris) 1: 281, tab. 278:A-D (1791)*
- Auricularia reflexa Bull., Herb. Fr. 6: tab. 274 (1786) var. reflexa
- Auricularia reflexa var. variegata Bull., Hist. Champ. Fr. (Paris) 1: 281, tab. 483:5LM (1791)
- Boletus auriformis Bolton, Hist. fung. Halifax (Huddersfield) 2: 82 (1788)
- Helvella acaulis Pers., Icon. Desc. Fung. Min. Cognit. (Leipzig) 2: 20 (1800)
- Helvella acaulis Huds., Fl. Angl., Edn 2 2: 639 (1778)
- Stereum hirsutum f. album Britzelm., Botan. Centralbl. 71: 91 (1897)
- Stereum hirsutum f. badium Pilát, Sb. csl. Akad. zemed. Ved, odd A 3: 380 (1930)
- Stereum hirsutum f. ciliatum Pilát, Sb. csl. Akad. zemed. Ved, odd A 3: 380 (1930)
- Stereum hirsutum f. fagineum Pilát, Hedwigia 70: 53 (1930)
- Stereum hirsutum f. hemiorbiculare Pilát, Sb. csl. Akad. zemed. Ved, odd A 3: 379 (1930)
- Stereum hirsutum (Willd.) Pers., Observ. mycol. (Lipsiae) 2: 90 (1800) [1799] f. hirsutum
- Stereum hirsutum f. lobulatum Ţura, Zmitr. & Wasser, Mycotaxon 106: 119 (2009)
- Stereum hirsutum f. neuwirthii (Velen.) Pilát, Sb. csl. Akad. zemed. Ved, odd A 3: 379 (1930)
- Stereum hirsutum f. obscurum Pilát, Bull. trimest. Soc. mycol. Fr. 51(3-4): 410 (1936) [1935]
- Stereum hirsutum f. rotundum Pilát, Sb. csl. Akad. zemed. Ved, odd A 3: 379 (1930)
- Stereum hirsutum f. setosum Pilát, Sb. csl. Akad. zemed. Ved, odd A 3: 380 (1930)
- Stereum hirsutum var. amplexicaule Bacc., in Pirotta, Ann. Bot., Roma 14(3): 117-140 (1917)
- Stereum hirsutum var. aurantium Tepper, Trans. & Proc. Roy. Soc. S. Australia 12: 151 (1889)
- Stereum hirsutum var. glaucellum Sacc., Bull. Soc. mycol. Fr. 5: 117 (1890)
- Stereum hirsutum (Willd.) Pers., Observ. mycol. (Lipsiae) 2: 90 (1800) [1799] var. hirsutum
- Stereum hirsutum var. lutescens Pers., Observ. mycol. (Lipsiae) 2: 91 (1800) [1799]
- Stereum hirsutum var. ochraceum (Lloyd) Rick, Brotéria, N.S. 9: 46 (1940)
- Stereum hirsutum var. pilosiusculum Thüm., Fungi austr. exsicc.: no. 821 (1873)
- Stereum hirsutum var. rameale Pers., Observ. mycol. (Lipsiae) 2: 91 (1800) [1799]
- Stereum hirsutum var. tenellum Sacc., Bull. Soc. mycol. Fr. 5: 117 (1890)
- Stereum hirsutum var. undulatum Pers., Observ. mycol. (Lipsiae) 2: 91 (1800) [1799]
- Stereum hirsutum var. vulgare Pers., Observ. mycol. (Lipsiae) 2: 91 (1800) [1799]
- Stereum neuwirthii Velen. [as 'neuwirthi'], České Houby 4-5: 760 (1922)
- Stereum ochraceum Lloyd, Mycol. Writ. 7(Letter 69): 1207 (1923)
- Stereum reflexum (Bull.) Sacc., Fl. ital. crypt., Hymeniales (Genoa) 1(15): 1148 (1916)
- Thelephora hirsuta Willd., Fl. berol. prodr.: 397 (1787)
- Thelephora reflexa (Bull.) Lam. & DC., Fl. franç., Edn 3 (Paris) 2: 105 (1805)

## Zeměpisné rozšíření
Vyskytuje se běžně v mírném pásmu severní polokoule, ale jsou dostupné informace o výskytu na jižní polokouli, v Jižní Americe, Austrálii a na Novém Zélandu. 

### Výskyt v Česku
Pozitivní.

## Popis
Houba vytváří jednoleté rozlité, polokloukaté až kloboukaté, tenké, kožovité plodnice. Jejich povrch je štětinatý, pásovaný, žlutookrový až žlutý, hymenium hladké, žlutooranžové, ve stáří hnědooranžové nebo šedohnědé, omačkáním neměnící barvu. Pevník chlupatý působí bílou, resp. bíložlutou hnilobu na dřevě.

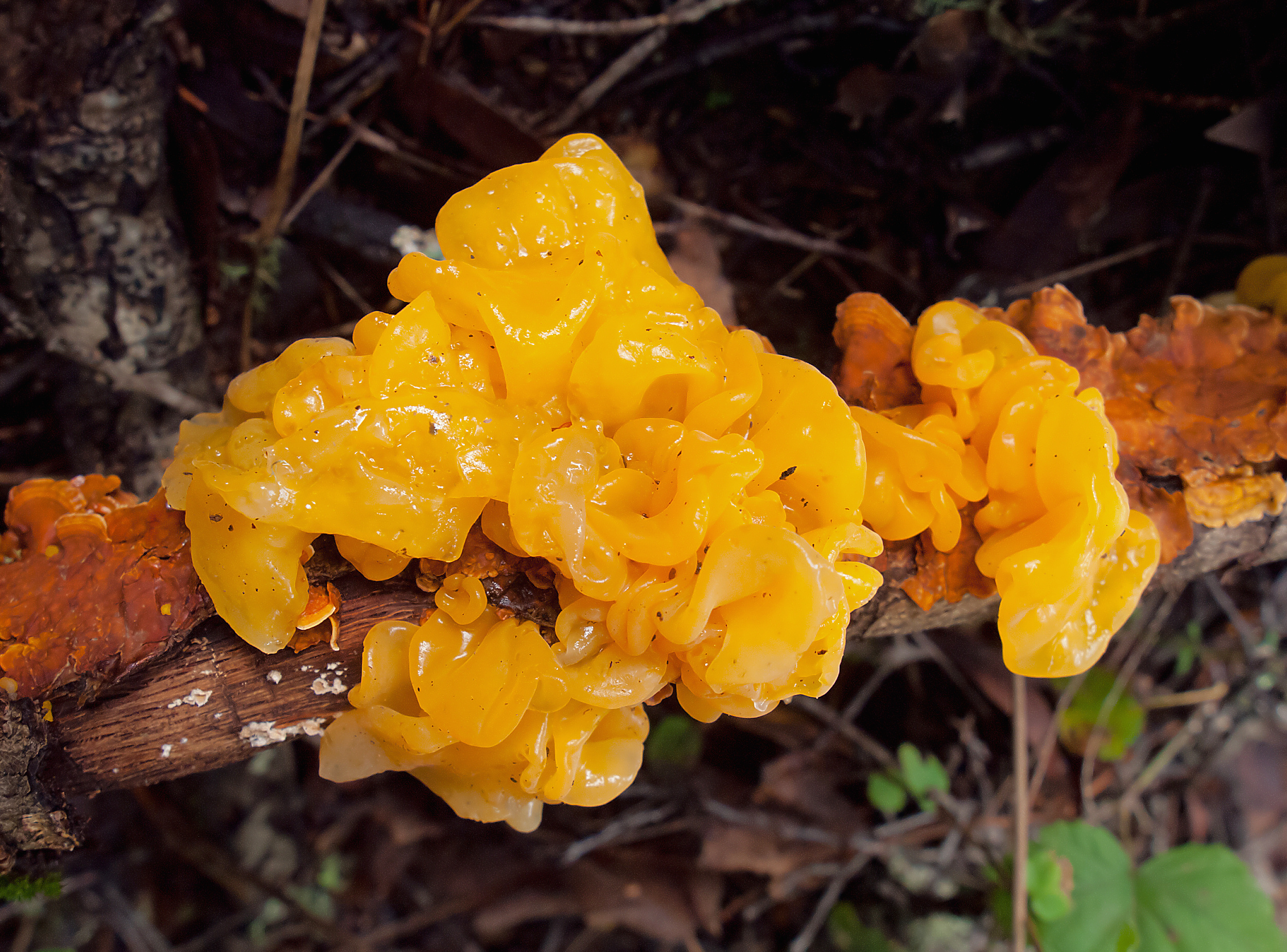
Tremella aurantia na pevníku Stereum hirsutum.

## Hostitel
Listnaté dřeviny, méně často jehličnany.

## Příznaky
Plodnice narůstající během celé vegetace.

### Možnost záměny
Za nejedlý pevník krvavějící (Stereum sanguinolentum). Pevník krvavějící má plodnice s šedavým rouškem, po poranění se barví krvavě červeně. Lze jej rovněž někdy zaměnit za mladé plodnice outkovky pestré (Trametes versicolor) a outkovky pásované (Trametes ochracea). Plodnice těchto hub jsou ovšem ve srovnání s velmi tenkým pevníkem robustnější a mají rouško jemně pórovité.
Je také uváděna možnost zámeny za ostnateček dvoubarvý (Steccherinum dichroum) nebo za kloboukaté plodnice houby pevník plstnatý (Stereum subtomentosum). Plodnice houby pevník plstnatý po poranění žloutnou, mají náznak třeně, staré plodnice jsou zelené od řas. 

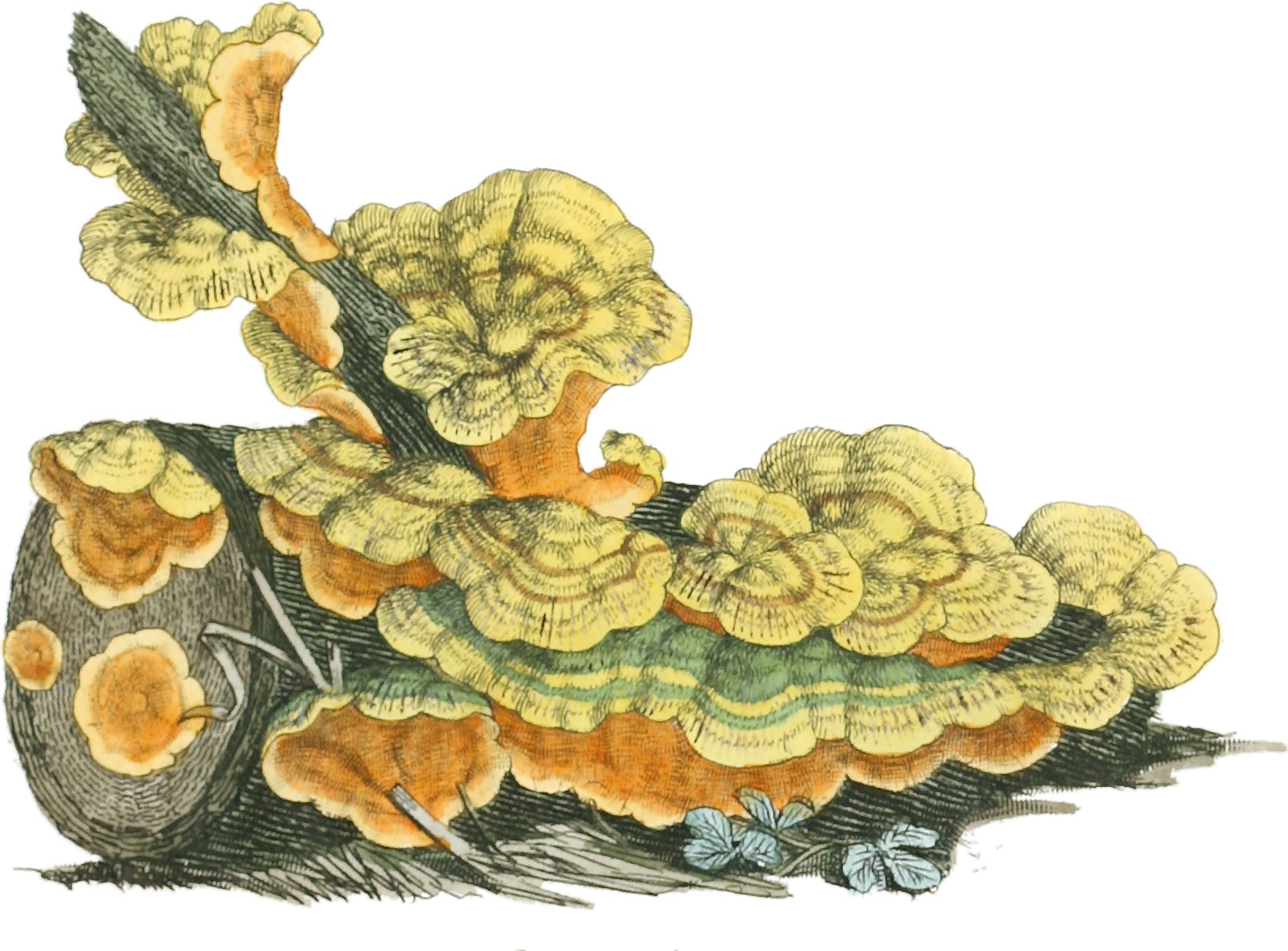
Ilustrace.

## Význam
Pevník chlupatý působí bílou, resp. bíložlutou hnilobu na dřevě nejrůznějších listnáčů. Až na nepříliš četné výjimky nevyrůstá na dosud žijících hostitelských dřevinách (a když, tak se omezuje na jednotlivé větve, vzácněji kmeny – např. po poranění mrazem, slunečním úpalem apod.) Častý je přechod od saprofytického způsobu života k parazitismu v pařezinách.
Pevník chlupatý je také původce tzv. žlutého plesnivění skladovaných žaludů. Příznaky: kolem uskladněných žaludů se začne nejprve po jejich povrchu rozrůstat jasně žlutě zbarvené vatovité podhoubí. To postupně pronikne dovnitř žaludů, rozrůstá se mezi oplodím a osemením, pak napadne dělohy, které rozrušuje směrem od povrchu do středu. K základním ochranným opatřením je zabránění přimísení částeček dřeva, kůry, úlomků větévek apod.
Ve vinařství, pevník chlupatý hraje významnou roli. V Comunidad Valenciana ve Španělsku byl prováděn průzkum výskytu častých houbových parazitů, mezi jinými pevníku chlupatého.  Houba oslabuje rostliny, které jsou náchylné k napadení dalšími patogeny.
Nejedlý.

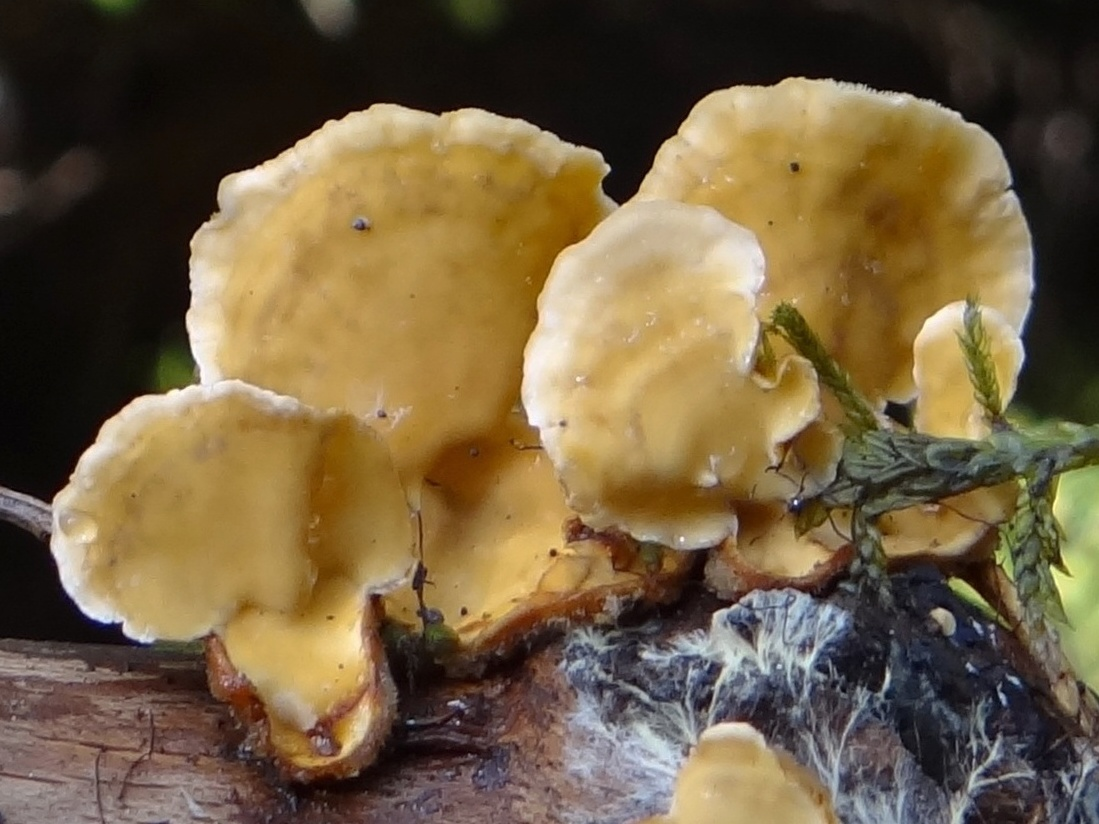
Spodní strana.
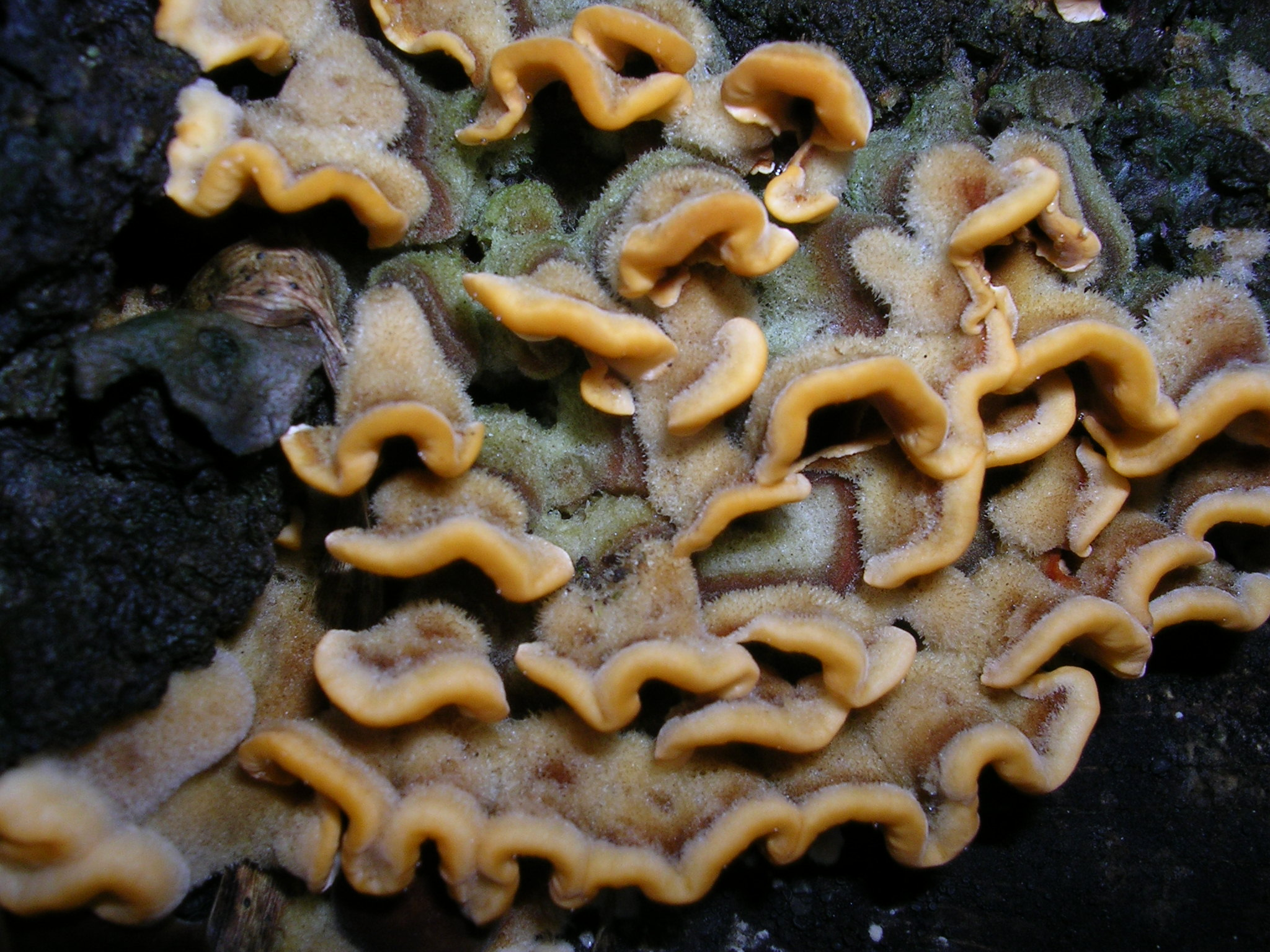
Rozlité plodnice

## Ekologie
Během vegetace se vyskytuje v listnatých lesích na nevápenité půdě, v cerových dubinách, šipákových a teplomilných doubravách, v kyselých doubravách ale i ve vápnomilných a orchidejových bučinách na mrtvých kmenech listnáčů, vzácněji jehličnanů. 

## Ochrana rostlin
Ranový parazit, může také prorůstat z napadených odumřelých částí do živých.

### Prevence
Odstranění odumřelých částí dřevin odřezáním, použití stromového blazímu, nebo latexu kj zamazání větších ran.